# Andrian Bogdan
Andrian Bogdan (n. 27 august 1976, Chișinău) este un fost fotbalist și actual antrenor de fotbal (antrenor de portari).
Ca fotbalist, Andrian Bogdan a jucat pe postul de portar la câteva cluburi, printre care și Politehnica Timișoara, Rapid București și Constructorul Chișinău. A jucat un meci și la echipa națională de fotbal a Moldovei, într-un meci amical, pe 12 februarie 2003, terminat la egalitate scor 2:2.
După încheierea carierei de fotbalist a continuat să activeze în fotbal ca antrenor de portari, apoi și ca antrenor secund. Între 2009–2012 a fost antrenor de portari la naționala Moldovei, în perioada când antrenor principal era Gabi Balint. În paralel, din 2008 până în 2013 a fost antrenor de portari la FC Academia Chișinău (antrenor principal Igor Dobrovolski). Fiind antrenor de portari la FC Academia, pe 30 martie 2013 Andrian Bogdan a revenit pentru un meci oficial în teren, contra echipei Olimpia Bălți, în etapa a 24-a a Diviziei Națională 2012-2013, meci câștigat de Academia cu 3-0, Bogdan reușind să păstreze poarta intactă și să-și marcheze retragerea cu brio. Pe 9 aprilie el a participat la ultimul antrenament al echipei în calitate de antrenor de portari, după care s-a despărțit de FC Academia.
Din aprilie până în iulie 2013 a fost antrenor de portari la FC Vaslui, antrenor principal fiind Gabi Balint. Din iulie până în decembrie 2013 a fost secundul lui Ioan Andone la echipa FC Astana din Kazahstan.
Andrian Bogdan a candidat la alegerile parlamentare din 2014 din Republica Moldova pe lista partidului „Patria”, condus de Renato Usatîi, fiind pe poziția a 24-a în listă.

## Palmares

### Jucător
Constructorul Chișinău
- Divizia Națională (1): 1996–97
- Cupa Moldovei (1): 1999-2000

Rapid București
- Liga I

Locul 3: 2003–2004

### Antrenor
FC Astana
- Prima Ligă Kazahă

Locul 2: 2013